# Metal Jukebox
Metal Jukebox, Helloweens nionde album, släpptes 1999. Coveralbum.

## Låtar på albumet
1. "He's A Woman She's A Man" (3:14) - Scorpions
2. "Locomotive Breath" (3:56) - Jethro Tull
3. "Lay All Your Love On Me" (4:36) - Abba
4. "Space Oddity" (4:52) - David Bowie
5. "From Out Of Nowhere" (3:19) - Faith No More
6. "All My Loving" (1:44) - The Beatles
7. "Hocus Pocus" (6:43) - Focus
8. "Faith Healer" (7:08) - Alex Harvey
9. "Juggernaut" (4:40) - Frank Marino
10. "White Room" (5:46) - Cream
11. "Mexican" (5:47) - Babe Ruth